# دکمه بازنشانی

در الکترونیک و فناوری دگمهٔ بازنشانی یا دکمهٔ ریست دکمه‌ای است که می‌تواند یک ماشین را بازنشانی کند. در کنسول‌های بازی فشردن این دکمه باعث آغاز دوبارهٔ بازی و از بین رفتن فرایندها ذخیره‌نشده می‌شود. در رایانه‌های شخصی، دکمهٔ بازنشانی موجب پاک‌شدن اجباری حافظه و راه‌اندازی دوباره و اجباری سامانه می‌شود. مدارشکن‌های قدرت نیز دکمهٔ بازنشانی دارند که مدار را بازنشانی می‌کند. از آنجایی که این دکمه می‌تواند موجب خرابی داده‌ها شود در بسیاری از ماشین‌ها این دکمه وجود ندارد. در رایانه‌ها و دیگر وسیله‌های الکترونیکی این دکمه به صورت یک دکمهٔ کوچک دیده می‌شود که احتمال دارد در داخل بدنه نهفته باشد یا تنها با استفاده از یک وسیلهٔ نوک‌تیز بتوان آن را فشار داد تا از فشردن اتفاقی آن جلوگیری شود.